# István Gál
István Gál (* 2. Januar 1975) ist ein ungarischer Fußballtrainer und ehemaliger Fußballspieler. Gál besitzt auch die deutsche Staatsbürgerschaft.

## Werdegang

### Spieler
Der Mittelfeldspieler István Gál war in den 1990er und frühen 2000 als Profi in Ungarn aktiv und spielte unter anderem für die Vereine Vasas Budapest und Rákospalotai EAC. Nach einem Kreuzbandriss musste er seine Profikarriere beenden und siedelte nach Deutschland über. Zunächst spielte er für den Nordost-Oberligisten FC Anker Wismar, bevor er in der Winterpause der Saison 2005/06 zum westfälischen Landesligisten SG Bustedt nach Bünde wechselte. Nachdem die Bustedter als abgeschlagener Tabellenletzter absteigen mussten, ging Gál zum Oberligisten SV Lippstadt 08.
Im Jahre 2008 wechselte Gál nach dem Abstieg mit den Lippstädtern zum SC Herford, der gerade in die Landesliga aufgestiegen war. Zwei Jahre später folgte der Wechsel zum Lokalrivalen VfL Herford, konnte aber den direkten Wiederabstieg seiner neuen Mannschaft nicht verhindern. In der Saison 2011/12 spielte Gál noch für den Landesligisten VfB Fichte Bielefeld, bevor er seine Karriere beim Lokalrivalen TuS Dornberg ausklingen ließ.

### Trainer
István Gál begann daraufhin eine Trainerkarriere. Seine erste Station war der TuS Hunnebrock aus Bünde, bevor er im Oktober 2013 den Oberligisten TuS Dornberg aus Bielefeld übernahm. Mit den Dornbergern stieg er am Ende der Saison 2013/14 ab. Als seine Mannschaft in der folgenden Westfalenligasaison 2014/15 erneut in Abstiegsgefahr schwebte wurde Gál im Februar 2015 entlassen. Einen Monat später wurde er Co-Trainer beim SC Herford, bevor er in der Saison 2015/16 das gleiche Amt bei der zweiten Mannschaft von Arminia Bielefeld bekleidete. Im Sommer 2016 wurde Gál Co-Trainer beim ungarischen Erstligisten Haladás Szombathely.